# Ke Huy Quan
Ke Huy Quan (關繼威) (Saigón, 20 de agosto de 1971), también conocido como Jonathan Ke Quan, es un actor vietnamita-estadounidense. Conocido por su actuación en 2 famosas películas de aventuras de la década de los 80: Indiana Jones y el templo maldito (1984), en el que interpretaba el papel de Tapón, y Los Goonies (1985), en el personaje de Data. Y, posteriormente, con el resurgimiento de su carrera en 2022, con la película Everything Everywhere All at Once, que le valió el premio Óscar al mejor actor de reparto y el Globo de Oro al mejor actor de reparto, siendo el primer actor de origen vietnamita en conseguirlo.

## Biografía
Quan nació en Saigón, Vietnam del Sur, y se vio obligado a abandonar su país cuando el Ejército de la República de Vietnam fue derrotado durante la caída de Saigón. Su familia fue seleccionada para el asilo político y emigró a los Estados Unidos en 1979.
Asistió a la Alhambra High School en Alhambra, California. Después de la secundaria, se graduó en la Universidad del Sur de California, Escuela de Artes Cinematográficas. Habla con fluidez el vietnamita, cantonés, mandarín e inglés.

## Carrera

### Incursión en Hollywood y abandono
Se convirtió en un niño actor y a comienzos de 1984, a los 12 años, interpretó el papel del compañero de Harrison Ford, Tapón, en Indiana Jones and the Temple of Doom. Después de ser elegido para el papel, su familia cambió su nombre a Ke Quan, nombre con el que es acreditado en la película. Su otro papel notable fue como el niño ingenioso y de múltiples inventos Data en la película de 1985 Los Goonies. También apareció en la película japonesa de 1986 Passengers (Norimono) con el ídolo cantante japonés Honda Minako.
En 1986 interpretó a Sam en la serie de televisión de breve duración Together We Stand (1986-1987) e interpretó a Jasper Kwong en la comedia de situación Head of the Class de 1989 a 1991. También protagonizó la película Breathing Fire (1991) y tuvo un cameo en El hombre de California (1992). Su última aparición en pantalla fue en la película de Hong Kong de 2002, Second Time Around, junto a Ekin Cheng y Cecilia Cheung.
Después de haber estudiado Taekwondo con Philip Tan en el set de Indiana Jones and the Temple of Doom, más tarde entrenó con Tao-liang Tan. Ha trabajado como coreógrafo de escenas de acción para X-Men y El único.
Con el paso del tiempo, dejó de actuar debido a la falta de oportunidades y obtuvo un título en cine de la Escuela de Artes Cinematográficas de la USC. Luego pasó a trabajar como coordinador de dobles y asistente de dirección. 

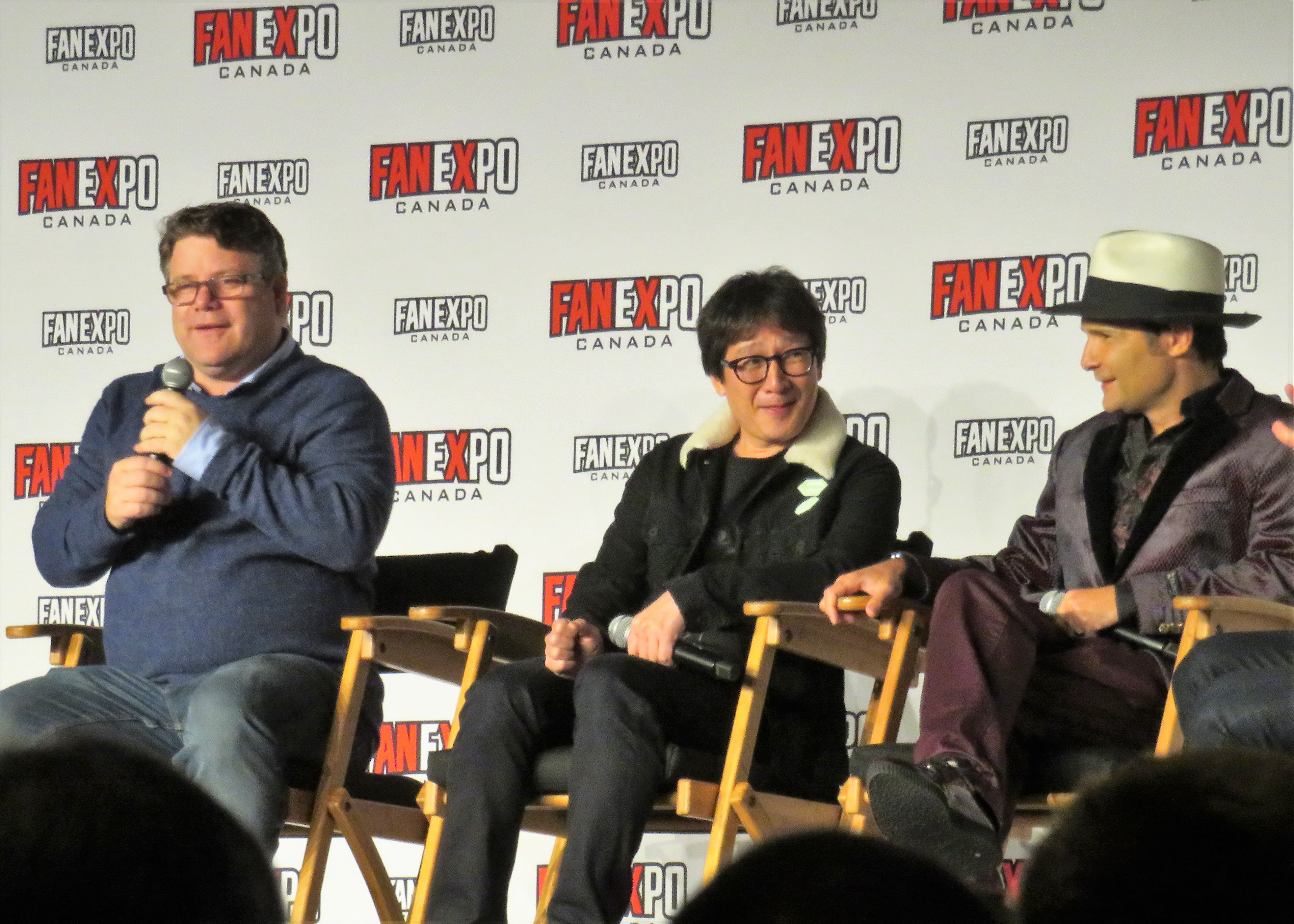
Sean Astin, Quan y Corey Feldman reunidos en un panel de los The Goonies en la Fan Expo Toronto de 2019

### Nuevos proyectos y vuelta al reconocimiento
Quan, volvió a actuar en 2021 en el papel de un marido ingenuo que navega por el multiverso en la película de ciencia ficción Everything Everywhere All at Once (2022), donde recibió elogios y premios, entre ellos el Globo de Oro al mejor actor de reparto y el Óscar al mejor actor de reparto.
En febrero de 2022, se anunció que se había unido al elenco de la adaptación televisiva de American Born Chinese para Disney+, que se estrenó posteriormente en mayo de 2023. En septiembre de 2022, se anunció que Quan se había unido al elenco de la segunda temporada de la serie Loki de Marvel Cinematic Universe para Disney+, que se estrenó el 6 de octubre de 2023. En junio de 2023, se anunció que había sido invitado a unirse como miembro de la Academia de Artes y Ciencias Cinematográficas como actor. El 12 de diciembre de 2023 se unió al elenco de voces de Kung Fu Panda 4.

## Filmografía

### Cine
| Año  | Título                               | Papel               |
| ---- | ------------------------------------ | ------------------- |
| 1984 | Indiana Jones and the Temple of Doom | Short Round (Tapón) |
| 1985 | Los Goonies                          | Data Wang           |
| 1991 | Breathing Fire                       | Charlie Moore       |
| 1992 | El hombre de California              | Kim                 |
| 2002 | Second Time Around                   | Sing Wong           |
| 2021 | Finding ʻOhana                       | George Phan         |
| 2022 | Everything Everywhere All at Once    | Waymond Wang        |
| 2024 | Kung Fu Panda 4                      | Han (voz)           |
| 2025 | Love Hurts                           | Marvin Gable        |
| 2025 | The Electric State                   | Dr. Clark Amherst   |
| 2025 | Zootopia 2                           | Gary (voz)          |

### Televisión
| Año       | Título                | Papel                   | Notas                         |
| --------- | --------------------- | ----------------------- | ----------------------------- |
| 1986–1987 | Together We Stand     | Sam Randall             | 19 episodios                  |
| 1990–1991 | Head of the Class     | Jasper Kwong            | Protagonista (temporadas 4–5) |
| 1991      | Tales from the Crypt  | Josh                    | Episodio: "Undertaking Palor" |
| 1993      | Eunuch & Carpenter    | Ba Dajia                | Protagonista; 40 episodios    |
| 2023      | American Born Chinese | Jamie Yao / Freddy Wong | Miniserie                     |
| 2023      | Loki                  | Ouroboros "OB"          | Protagonista (temporada 2)    |

## Premios y nominaciones
| Año  | Premio                               | Categoría                                | Trabajo                           | Resultado | Ref(s) |
| ---- | ------------------------------------ | ---------------------------------------- | --------------------------------- | --------- | ------ |
| 2023 | Premios Óscar                        | Mejor actor de reparto                   | Everything Everywhere All at Once | Ganador   |        |
| 2023 | Premios Globo de Oro                 | Mejor actor de reparto                   | Everything Everywhere All at Once | Ganador   |        |
| 2023 | Premios del Sindicato de Actores     | Mejor actor de reparto                   | Everything Everywhere All at Once | Ganador   |        |
| 2023 | Premios Gotham                       | Mejor actor de reparto                   | Everything Everywhere All at Once | Ganador   |        |
| 2023 | Premios Saturn                       | Mejor actor de reparto - Drama           | Everything Everywhere All at Once | Ganador   |        |
| 2023 | Premios del Sindicato de Actores     | Mejor reparto (compartido con el elenco) | Everything Everywhere All at Once | Ganador   |        |
| 2023 | Premio de la Crítica Cinematográfica | Mejor actor de reparto                   | Everything Everywhere All at Once | Ganador   |        |